# Leptotarsus belloides
Leptotarsus belloides är en tvåvingeart som först beskrevs av Alexander 1921.  Leptotarsus belloides ingår i släktet Leptotarsus och familjen storharkrankar. Inga underarter finns listade i Catalogue of Life.